# Franz Heep

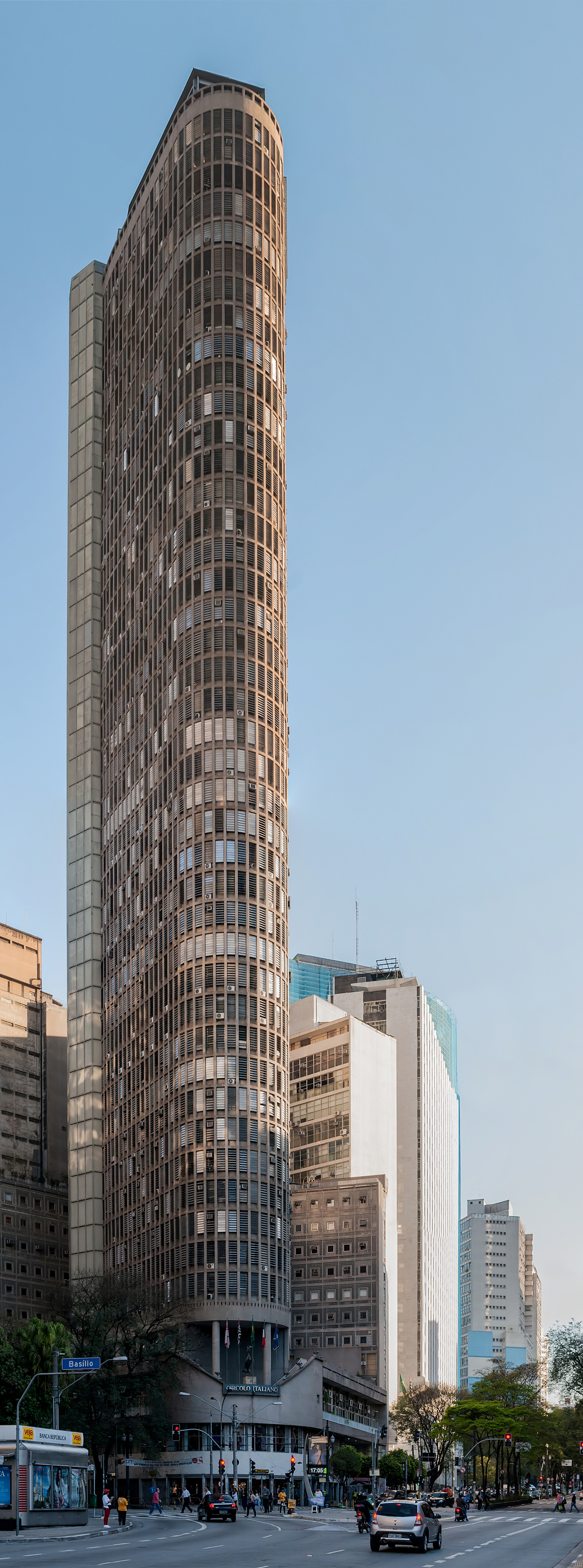
Edifício Itália

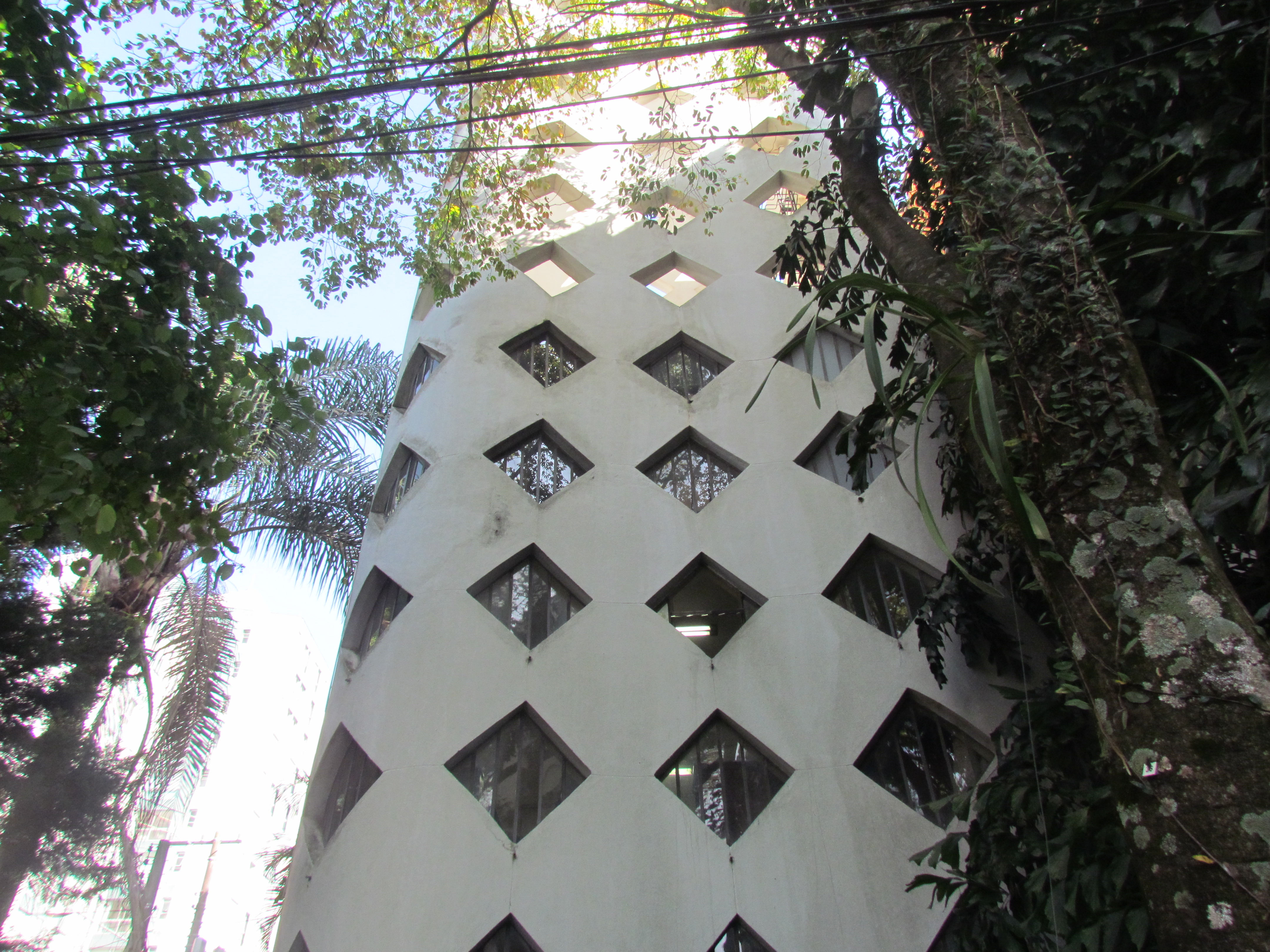
Turm der Dominikanerkirche

Adolf Franz Heep (* 24. Juli 1902 in Fachbach an der Lahn; † 4. März 1978 in Paris) war ein brasilianisch-französischer Architekt deutscher Herkunft. Heep war Anhänger der Moderne und wurde stark vom Bauhausstil geprägt.

## Leben
Der im Lahntal geborene Heep studierte an der Kunstschule in Frankfurt am Main Architektur, wo er Adolf Meyer traf und sein Assistent bis zu seinem Tod 1929 war. Anfang der 1930er Jahre zog er nach Paris, wo er für Le Corbusier arbeitete. 1932 gründete er zusammen mit dem polnischen Architekten Jean Ginsberg (1905–1983) ein Architekturbüro, wo er Wohnblöcke entwarf und Corbusiers Designprinzipien erfolgreich adaptierte. Darunter die Bauwerke in der Avenue de Versailles (1933), Vion-Whitcomb Avenue (1934) und der Rue des Paturo (1935). Für seinen Vater, den Hauptlehrer Johannes Heep, entwarf er 1933 ein Wohngebäude, das 1934 in Eschhofen bei Limburg (Lahn) fertiggestellt wurde. Durch massive Veränderungen im Inneren und Äußeren verlor das Haus bei einem Umbau (1988) allerdings seine Denkmaleigenschaft.
Nach dem Zweiten Weltkrieg wanderte er 1947 nach Brasilien aus, wo er sich in São Paulo niederließ. Dort arbeitete er zunächst für ein Ingenieurs- und Konstruktionsbüro und gründete 1950 sein eigenes Architekturbüro. 1952 wurde er eingebürgert und 1959 erhielt er die offizielle Anerkennung als Architekt. Heep hatte in São Paulo ein günstiges Umfeld, da die Stadt eine Vorliebe für ausländische Architekten zeigte. So konnte er die meisten seiner Bauwerke dort verwirklichen. Zum bekanntesten gehört das Edifício Itália, das mit 168 Meter immer noch der zweithöchste Wolkenkratzer São Paulos und das dritthöchste Gebäude Brasiliens ist.
Er arbeitete von 1958 und 1965 als Professor an der Schule für Architektur und Urbanismus der Universidade Presbiteriana Mackenzie. Danach war er Mitglied des Architekturrats der Vereinten Nationen für lateinamerikanische Länder bei Projekten in Peru und Paraguay.

## Werke (Auswahl)
- 1949: Edifício Tinguá
- 1953: Edifício Ibaté
- 1953: Edifício Maracanã
- 1953: Edifício Normandie
- 1953: Edifício Icaraí
- 1953: Conjunto dos Dominicanos
- 1954: Novotel Jaraguá
- 1955: Edifício Araraúnas
- 1956: Edifício Iporanga
- 1958: Edifício Lausanne
- 1959: Edifício Arlinda
- 1965: Edifício Itália